# Chorizopes khanjanes
Chorizopes khanjanes är en spindelart som beskrevs av Benoy Krishna Tikader 1965. Chorizopes khanjanes ingår i släktet Chorizopes och familjen hjulspindlar. Inga underarter finns listade i Catalogue of Life.